# والینامین
والینامین (به انگلیسی: Valienamine) با فرمول شیمیایی C7H13NO4 یک ترکیب شیمیایی با شناسه پاب‌کم 7543 است. که جرم مولی آن ۱۷۵٫۱۸ گرم بر مول می‌باشد. 